# Hapalopus triseriatus
Hapalopus triseriatus là một loài nhện trong họ Theraphosidae.
Loài này thuộc chi Hapalopus. Hapalopus triseriatus được Lodovico di Caporiacco miêu tả năm 1955.